# Pitný režim

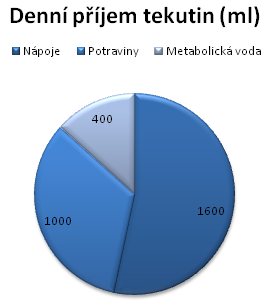
Denní příjem tekutin pro příjem 3 litry (přibližně polovinu tvoří nápoje).

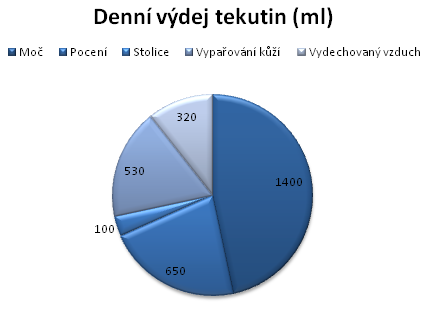
Denní výdej tekutin pro výdej 3 litry (přibližně polovinu tvoří moč)

Pitný režim je doplňování tekutin do těla pitím, které by mělo pokrýt denní výdej tekutin, ale i ztráty v průběhu spánku. Denní příjem vody (včetně té obsažené v potravinách) by měl odpovídat zhruba dvěma až třem litrům vody v závislosti na vytížení daného jedince a jeho věku. Toto doporučení může ovšem také vycházet ze zájmu výrobců podpořit spotřebu. V USA je u dospělého průměrný příjem tekutin z pití vody přibližně 1 litr za den.
Při náročných fyzických aktivitách je nutné uzpůsobovat pitný režim, aby nedošlo k dehydrataci. Průměrně by měl každý člověk vypít denně 1,5 až  2 litry vody, jiné zdroje uvádějí více. K dehydrataci dochází (i bez pocitu žízně) většinou v zimě (suchý vzduch) a v horkých letních dnech Při velké námaze v horku může člověk vypotit i více než dva litry za hodinu. Příznaky dehydratace jsou například suchá pokožka, rty či nízký krevní tlak. Potřeba pít vodu také závisí i na stravě. Je-li strava slaná či sladká, člověk přirozeně potřebuje více tekutin oproti člověku, který jí např. obilniny, luštěniny, zeleninu atd. Příjem potravy by se ale měl obejít bez nadměrného pití (nejlépe od 30 minut před do 30 minut po jídle), aby se trávicí enzymy nezředily a neovlivnily tak trávení.

## Nedostatek
Bez vody jsou lidé většinou schopni přežít 2-4 dny, proto mají proti nedostatku vody vybudován ochranný systém, který hlásí zprávu do mozku a dostanou žízeň. V dospělosti lidské tělo obsahuje 70 % vody.
Krátkodobý nedostatek tekutin způsobuje bolest hlavy, zhoršené soustředění a únavu. Dlouhodobý deficit zase může za předčasné stárnutí tkání a potíže s klouby a páteří.

## Nadbytek
Voda se podílí na metabolismu buněk a těla, dopravě živin i na vyplavování odpadních a škodlivých látek z těla. Příliš velký příjem vody ovšem může narušit činnost ledvin, jelikož dochází ke zředění množství sodíku v krvi. Více než 3 litry denně tak mohou způsobit zdravotní problémy. Může tak nastat otrava vodou. Sklenice čisté vody po ránu zvyšuje krevní tlak, což může býti chtěné a příjemné nastartování. Měřítkem množství vody v těle může být barva moči, která by neměla být tmavá (výjimkou je užívání vitamínů, jež zabarvují moč).
Nadměrné pití může také mít formu podobnou závislosti. Aquaholismus je nebezpečný. Pití několikanásobku přiměřené dávky vody přetěžuje ledviny a vymývá z těla minerály nutné mj. pro správnou funkci nervové soustavy a regulaci krevního tlaku. Klinické příznaky související hyponatremie jsou bolesti hlavy, zmatenost, pocity slabosti a únavy, ztráta rovnováhy a svalové křeče. V nejvážnějších případech pacienta ohrožuje na životě.